# Adagio
Pour les articles homonymes, voir Adagio (homonymie).

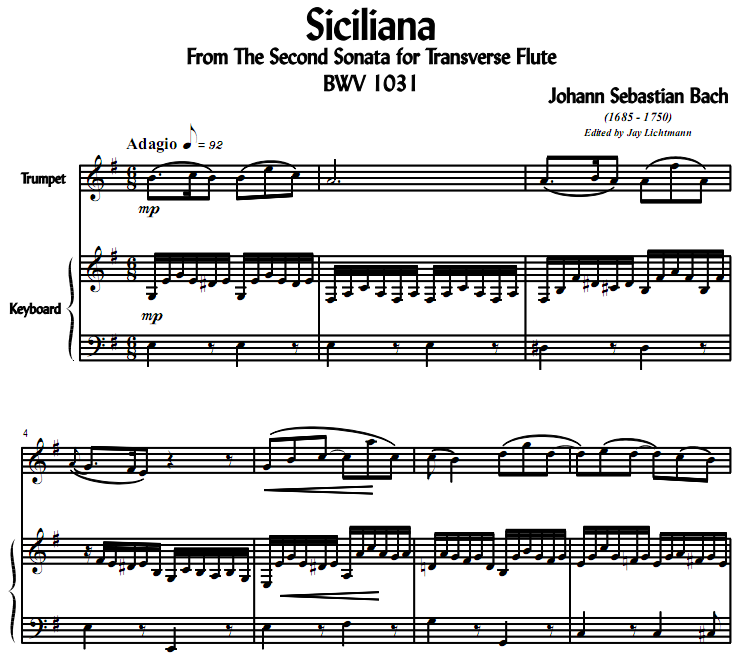
2e mouvement en adagio de la sonate en mi bémol majeur BWV 1031 pour flûte traversière et clavecin de JS Bach.

Un adagio est une indication de mouvement comprise entre le lento (lent) et l'andante (en marchant).
Ce terme italien, venant de l'expression ad agio signifiant à l'aise, spécifie un tempo relativement lent. Il correspond approximativement à une fourchette comprise entre 56 et 76 pulsations par minute sur les graduations du métronome.
En tant que mouvement de sonate, de concerto ou de symphonie, l'adagio se place le plus souvent en deuxième mouvement, mais certains compositeurs l'ont placé en troisième. S'il peut prendre la forme d'une simple cadence comme dans le troisième Concerto brandebourgeois de Bach, sa structure plus généralement est celle du Lied (A - B - A), mais il peut prendre des dimensions importantes comme l'adagio à double thème et variations de la neuvième symphonie de Beethoven.

## Quelques adagios remarquables
- Un des plus célèbres adagios, l’Adagio en sol mineur « Adagio d'Albinoni » a été composé en 1958 par Remo Giazotto, peut-être d'après les fragments d'un mouvement d'une sonate en trio de Tomaso Albinoni (1671 - 1751), ce qui en fait un pastiche, très éloigné de ces originaux.
  - Albinoni's Adagio in G Minor, version interprétée par le groupe The Doors dans l'album du 40e anniversaire des Doors appelé Waiting For The Sun (mais pas dans l'album du même nom de 1968). L'enregistrement proviendrait de l'album de 1978 An American Prayer: Jim Morrison, dont des extraits sont audibles sur le titre An American Prayer.
  - Adagio in G Minor, version arrangée par le compositeur Mac Quayle, issue de la bande originale de la série The Assasination of Gianni Versace (American crime story saison 2).
- Adagio en ré mineur du Concerto pour hautbois en ré mineur (Marcello), transcription de Jean-Sébastien Bach BWV974.
- Adagio pour cordes de Samuel Barber est extrait de son premier quatuor à cordes et est utilisé dans des films comme Platoon, Elephant Man ou Le Fabuleux Destin d'Amélie Poulain.
- Adagio à l'Europe de Didier Van Damme, composé en 1970 et symbolisant la construction européenne, prix européen 2005.
- Adagio de la septième symphonie d'Anton Bruckner, écrit à la mort de Wagner, compositeur pour lequel Bruckner éprouvait une admiration profonde.
- Adagio de Joaquín Rodrigo, mouvement le plus connu du Concerto d'Aranjuez, est un dialogue entre la guitare et des instruments solo (cor anglais, basson, hautbois, cor d'harmonie etc.).
- Adagio en fa# mineur issu du Concerto pour piano n°23 de Wolfgang Amadeus Mozart.
- Adagio en ré mineur de John Murphy de la bande originale des films Sunshine, Kick-Ass et X-Men: Days of Future Past.
- Adagio for Julia de David Julyan, bande originale du film Le Prestige.
- Adagio for Tron de Daft Punk, bande originale du film Tron : L'Héritage.
- Adagio of life and death (1 et 2) de Joe Hisaishi pour la bande originale du film Princesse Mononoké.
- Adagio de Spartacus et Phrygia du ballet Spartacus par Aram Khatchatourian.
- Adagio for Square de Worakls.